# Antonio Machín
Antonio Abad Lugo Machín (Sagua la Grande; 11 de febrero de 1903-Madrid; 4 de agosto de 1977), más conocido como Antonio Machín, fue un cantante cubano-español de boleros y de música popular en general. Basó su repertorio en la música cubana y la balada romántica. 
Intérprete de reconocido prestigio en el ámbito hispanohablante, es famoso por sus recreaciones, entre otras, de temas como El manisero, Dos gardenias, Angelitos negros. Su disco El manisero, grabado en 1930 y acompañado por la orquesta de Don Azpiazu para la compañía Victor de Nueva York, fue el primer éxito millonario en ventas de la música cubana. Está enterrado en la tumba número 52 de la Plaza del Cristo del Calvario del Cementerio de San Fernando de Sevilla.

## Biografía
Miembro de una familia pobre (de unos quince hermanos) de la localidad cubana de Sagua la Grande, Antonio trabajó de niño en diversos oficios. Fueron sus padres un emigrante español, José Lugo Padrón, y una afrocubana, Leoncia Machín. El artista recuerda haber sido feliz en su familia, que no era «ni muy rica ni muy pobre». Muy pronto se manifestó su afición al canto. Alternaba su trabajo de joven albañil con el canto en la iglesia, en los teatros y tras la pantalla del cine mudo de su ciudad. Llegó a unirse hasta tres veces con grupos de músicos ambulantes que pasaban por su ciudad camino de La Habana. En 1911, el párroco de Sagua lo puso a cantar en su altar mayor. En cierta ocasión, con motivo de una fiesta benéfica, interpretó el Ave María de Schubert subido a una silla. Se ganó el aplauso de toda la población. Al cumplir veinte años, manifestó su deseo de ser barítono, y estudiar bel canto y ópera, pero comprendió que, dado su color, su repertorio quedaría reducido a Otelo. Mientras su madre le inculcaba el amor al canto, el padre veía su actividad como propia de individuos de vida irregular y rayana en lo inmoral.
No sin dificultades llegó a La Habana en 1926, donde se inició como solista en los cafetines, acompañado del guitarrista Miguel Zaballa. La reputación del dúo llegó a oídos de la burguesía habanera, que ya no dudó en contratarlos. Por azar del destino llegó a cantar a una emisora en la que coincidió con Don Azpiazu, quien lo contrató como segundo cantante de su orquesta. Sería, pues, el primer cantante negro que actuara en el Casino Nacional de La Habana, lugar de la burguesía más racista y excluyente, ya como todo un profesional. Sin dejar a Azpiazu, fundó un sexteto que hizo sus primeras grabaciones en 1929 y a partir de los medios de la época, es decir, las victrolas de cuerda y la radio que empezaba a desarrollarse. El éxito fue inmediato con Aquellos ojos verdes, al que siguió El manisero. En 1930 dejó Cuba, adonde no volvería hasta 1958. En abril de 1930 llegó a Nueva York, integrando la orquesta de Don Azpiazu. Estuvo cuatro años en la gran metrópoli, formando parte de otras muchas agrupaciones (José Escarpenter y su Orquesta, la Orquesta Antillana de Rafael Hernández, Julio Roque y su Orquesta, Armando Valdespí y su Orquesta, además de las dirigidas por él mismo: la Orquesta Machín y el Cuarteto Machín).[cita requerida]
Muy conocido ya en los escenarios latinos de Nueva York, donde popularizara «El Manisero», de Moisés Simons, y grabara una larga serie de títulos a lo largo de la primera mitad de la década del treinta, marchó a Europa en 1936. Tras breve estancia en Londres, actuando en el teatro Adelphya, llegó a París, donde la música cubana tenía fuerte presencia desde los años 20. En París formó el grupo Antonio Machín y su Orquesta, con Moisés Simons al piano, realizando a partir de entonces varias grabaciones. En 1936 grabó también con la Orquesta de Eduardo Castellanos. Enamorado de una joven francesa llamada Line, con ella y con su orquesta realizaría una gira por Suecia, donde no quiso quedarse debido al frío clima, y volvió a París.

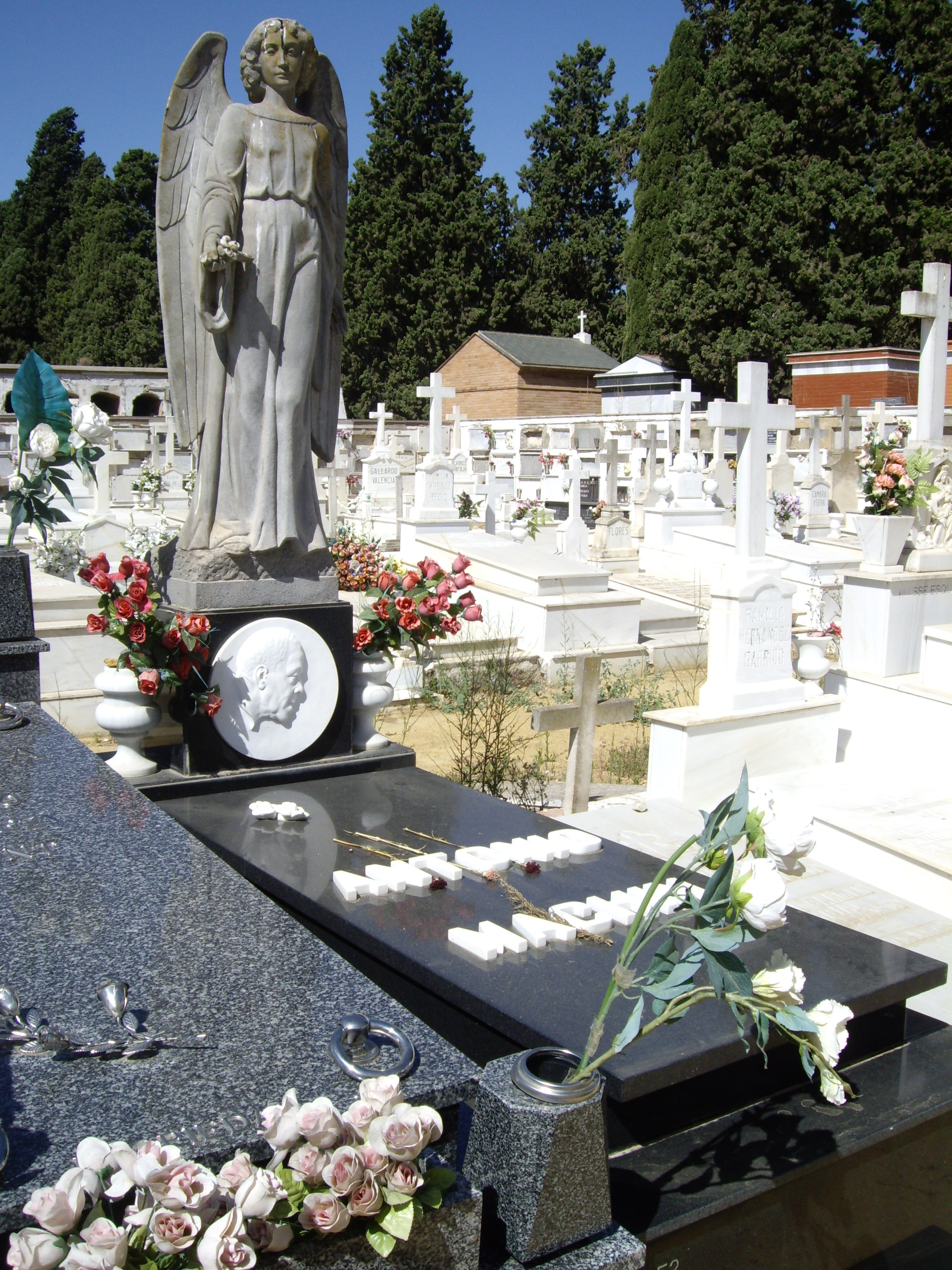
Tumba de Antonio Machín en el Cementerio de San Fernando de Sevilla.

Machín llegó a España, país de su padre, donde vivirá hasta su fallecimiento en 1977. Ya desde la década de los veinte tenía un hermano que vivía en Sevilla. Antonio llegó de vacaciones en 1939, tratando de escapar de la II Guerra Mundial, mas se halló con la dura realidad de la posguerra española y la consiguiente zozobra. Llegaba con el saxofonista dominicano Napoleón Zayas y recaló en Barcelona. En 1943 se casó en Sevilla con María de los Ángeles Rodríguez. A Sevilla trajo parte de sus familiares cubanos. Actuó en algunas salas de fiestas de Barcelona como "Shanghái" (llamada, tras el cambio de nombres extranjeros por nombres castellanos, "Sala Bolero"), cobrando veinticinco pesetas diarias. El primer éxito que tuvo en España fue Noche triste, un fox melódico grabado con los Mihuras de Sobré, orquesta que acompañó a Machín en sus primeros éxitos y de la que después se desligó. Otros de sus primeros éxitos fueron Cómo fue, Moreno, Amor sincero, etc. En 1947 llegaría su gran éxito en España, la «canción moruna» Angelitos negros, convertida en bolero merced a un arreglo musical en la década de los sesenta y estrenada en el Teatro Novedades de Barcelona.
Dos compositores importantes en su carrera fueron el cubano Osvaldo Farrés (autor de temas como Madrecita, Toda una vida, No me vayas a engañar, Quizás, quizás, quizás, Ay de mí...) y la mexicana Consuelo Velázquez (autora de Bésame mucho, Será por eso y Amar y vivir). Mención aparte merece la única versión de la cubana Isolina Carrillo, que convirtió en uno de sus grandes éxitos, Dos gardenias. 
En España, ya con más de sesenta discos grabados y con su "Cuarteto Machín", le llegó la consagración gracias a una adaptación absoluta al país como lo demuestra la frase, muy citada, de que se trataba de «el más cubano de los españoles y el más español de los cubanos». En España, Machín encuentra todo lo que buscaba, y le gustaban especialmente Madrid, Sevilla (donde encontró el amor); Alicante donde pasaba largas temporadas en su apartamento de Playa de San Juan. También frecuentaba Barcelona, donde actuó por primera vez al llegar a España y en la actualidad se le recuerda con un monolito en la Plaza Vicenç Martorell del Distrito de Ciutat Vella, al lado de la Plaça de Bonsuccés, donde pensaba trasladarse a vivir justo antes de su muerte.
Empezó prácticamente desde abajo y llegó a ser testigo y banda sonora de las historias de amor de los españoles en unos tiempos difíciles, su popularidad fue creciendo hasta ser idolatrado como lo eran las grandes estrellas de la copla, sus canciones pasaron a ser parte de la memoria sentimental de varias generaciones a través de la radio.
Por su carácter serio y humilde, Machín fue muy bien acogido en la España de la época. Impuso su personal estilo en el bolero y hasta entró en el refranero popular con el dicho «Te mueves más que las maracas de Machín». En Alcalá de Guadaíra (Sevilla) el 7 de junio de 1977 salió muy agotado de escena y no pudo regresar. Fue su última actuación. Machín falleció en Madrid el 4 de agosto de 1977, en su casa de la calle General Mola (hoy Príncipe de Vergara), a los 74 años de edad. Descansa en el Cementerio de San Fernando de Sevilla, donde sus compatriotas y familiares lo recuerdan cada año rociando su tumba con ron cubano y cantando alguno de sus boleros.

## Homenajes

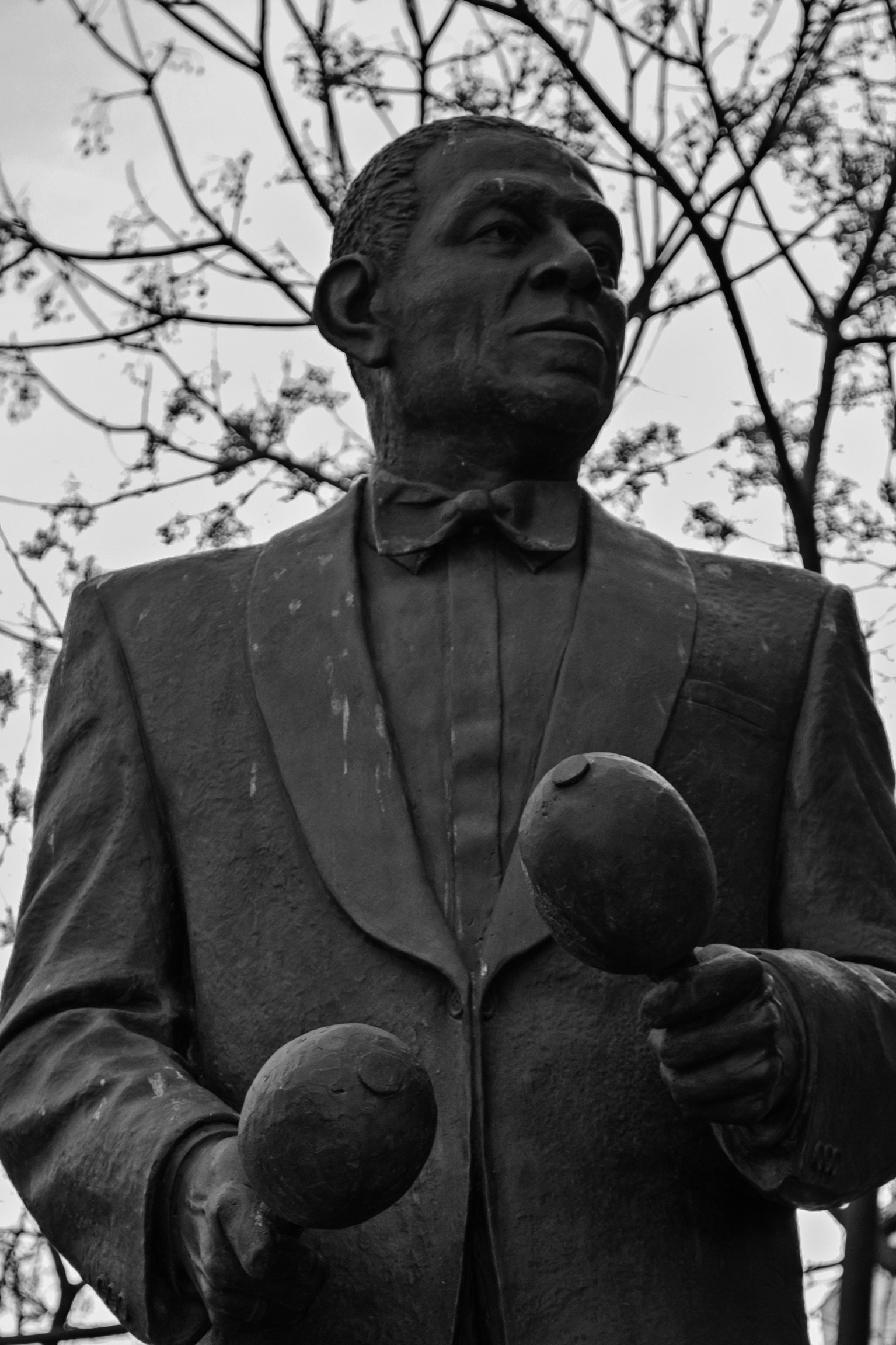
Detalle de la escultura en homenaje a Antonio Machín en Sevilla.

El 10 de diciembre de 2006 se inauguró una estatua en su memoria en Sevilla, obra del escultor Guillermo Plaza Jiménez, ubicada en la plaza Carmen Benítez. Allí, la imagen sevillana de Machín custodia y mira hacia la Hermandad de Los Negritos, a la que el cantante cubano estuvo muy vinculado, además una calle de Sevilla lleva su nombre. 
El 22 de abril de 1981 se le rindió un gran homenaje en un concierto en el que participaron cuatrocientos artistas de diversos estilos que se celebró en el Palacio de los Deportes de Barcelona. 
En el Museo de la Música de su ciudad natal se atesoran muchas de sus pertenencias: sus maracas, claves y algunos de sus discos, además de fotografías suyas y de los familiares.
Antonio Machín (1903-1977) hubiera cumplido cien años en 2003, en el 25º aniversario de su muerte y en vísperas de su centenario se le homenajeó con un proyecto en que se incluyó un documental dirigido por Núria Villazán, un libro biográfico y un disco, el título de esta triple edición fue "Machín. Toda una vida". Joan Manuel Serrat participó en el documental, en su intervención ante la cámara que se grabó en la popular Antena 3, en la calle Tallers esquina con Rambles, Serrat comentaba: "La figura de Machín está ligada a la cultura sentimental de la radio, que suponía una pequeña ventana por donde penetraba la luz en unos tiempos muy sombríos. Con esa luz entraba la voz de Machín, la de Juanito Valderrama, la de Concha Piquer, Juanito Segarra, Jorge Sepúlveda, Bonet de San Pedro, Lorenzo González... Corrían tiempos de hambre, privaciones y miedo.  Cuando yo tuve uso de razón, Machín ya estaba consolidado en la memoria sentimental de la gente. Nos conocimos en 1965, cuando actuábamos en la radio (y cobrando, que entonces se cobraba por actuar: la radio era un flotador mientras se esperaban tiempos mejores). Yo era entonces un artista emergente y él pasaba una época algo difícil. Aunque nunca dejó de trabajar, sufría un cierto declive de popularidad, ya que un nuevo tipo de música parecía arrasarlo todo. Lo llevaba con dignidad y logró remontar aquel período gracias a la moda camp, recuperando su aureola mítica". Serrat admite haber "aprendido mucho de Machín y de la música que él hacía. Porque Machín era una esponja tremenda, en la cual cabía 'El manisero', 'Angelitos negros' y el repertorio de Oswaldo Farrés. También podía cantar guarachas con idéntica y pasmosa tranquilidad. Se lo sabía todo. Y alrededor de aquellas canciones, que eran historias, nacieron las vidas sentimentales de las gentes. Machín resultó fundamental".